# Селітренне
Селитренное  (рос. Селитренное) — село у Харабалінському районі Астраханської області Російської Федерації.
Населення становить 1907 осіб. Входить до складу муніципального утворення Селітренська сільрада.

## Історія
Населений пункт розташований на території українського етнічного та культурного краю Жовтий Клин. Від 1925 року належить до Харабалінського району.
Згідно із законом від 6 серпня 2004 року органом місцевого самоврядування є Селитренська сільрада.

## Населення
| 2002  | 2010  | 2012  | 2013  | 2014  | 2015  | 2016  |
| ----- | ----- | ----- | ----- | ----- | ----- | ----- |
| 2004  | ↘1978 | ↘1946 | ↘1933 | ↘1922 | ↗1951 | ↘1937 |
| 2017  |       |       |       |       |       |       |
| ↘1907 |       |       |       |       |       |       |